# Millinocket
Millinocket és una població dels Estats Units a l'estat de Maine (EUA). Segons el cens del 2000 tenia 5.203 habitants.

## Demografia
Segons el cens del 2000, Millinocket tenia 5.203 habitants, 2.295 habitatges, i 1.556 famílies. La densitat de població era de 126,4 habitants/km².
Dels 2.295 habitatges en un 25,7% hi vivien nens de menys de 18 anys, en un 55,7% hi vivien parelles casades, en un 9,1% dones solteres, i en un 32,2% no eren unitats familiars. En el 28,3% dels habitatges hi vivien persones soles el 14,5% de les quals corresponia a persones de 65 anys o més que vivien soles. El nombre mitjà de persones vivint en cada habitatge era de 2,25 i el nombre mitjà de persones que vivien en cada família era de 2,69.
Per edats la població es repartia de la següent manera: un 21,1% tenia menys de 18 anys, un 4,9% entre 18 i 24, un 25% entre 25 i 44, un 29,7% de 45 a 60 i un 19,4% 65 anys o més.
L'edat mediana era de 44 anys. Per cada 100 dones de 18 o més anys hi havia 90,5 homes.
La renda mediana per habitatge era de 29.318 $ i la renda mediana per família de 40.893 $. Els homes tenien una renda mediana de 41.218 $ mentre que les dones 23.289 $. La renda per capita de la població era de 17.130 $. Entorn de l'11,8% de les famílies i el 14,8% de la població estaven per davall del llindar de pobresa.